# Myiopagis flavivertex
Myiopagis flavivertex е вид птица от семейство Tyrannidae.

## Разпространение
Видът е разпространен в Бразилия, Венецуела, Гвиана, Еквадор, Перу, Суринам и Френска Гвиана.